# Pietro Boccia
 (août 2025).
Si vous disposez d'ouvrages ou d'articles de référence ou si vous connaissez des sites web de qualité traitant du thème abordé ici, merci de compléter l'article en donnant les références utiles à sa vérifiabilité et en les liant à la section « Notes et références ».
Pietro Boccia (Né le 29 juin 1944 à Baia e Latina, dans la province de Caserte, en Campanie) est un écrivain, sociologue et journaliste italien.

## Biographie
Diplômé en philosophie et sociologie, il possède également un certificat en sciences psychologiques. Il est l’auteur d’essais et de textes scolaires socio-psycho-pédagogiques de niveau lycée et études supérieures. Il a dirigé des séminaires sur les problématiques de la jeunesse à l’Université de Cassino. Il offre également des cours de formation au ministère italien de l’éducation publique, ainsi que des mises à jour aux enseignants d’écoles supérieures.
Il a collaboré avec divers périodiques comme Vita dell'Infanzia (Vie d’enfance), Problemi d’oggi (Problèmes d’aujourd’hui), Progresso del Mezzogiorno (Progrès du Midi), Rivista Rosminiana di filosofia e cultura (Revue Rosminiana de philosophie et de culture) et Quaderni radicali (Carnets radicaux).
Membre du parti socialiste italien, il a collaboré avec le quotidien Avanti! à l’époque où Bettino Craxi dirigeait le parti. Il écrit de nouveau aujourd’hui, dans la nouvelle version de ce quotidien: L'Avanti!. Il a été directeur de la revue Redazione giovani et codirecteur de la revue Evidentia.
Dans ses études, il s’est consacré à des recherches sur la jeunesse, en particulier les causes des mouvements contestataires de 1968 et le phénomène de la toxicomanie qui, selon Boccia seraient reliés entre eux et seraient causés par l’apparition de la culture de « permissivité généralisée ».

## Publications en italien
- Sociologia. Teoria, storia, metodi e campi di esperienza sociale (Zanichelli 2001)  (ISBN 8808073610)
- Fuga illusoria (Ripostes)
- Psicologia (Zanichelli, 2002)  (ISBN 8808073556)
- Giovani allo specchio (Ripostes)
- Metodologia della ricerca nelle attività psicopedagogiche e nella vita sociale (Zanichelli 1999)  (ISBN 8808073599)
- Etica della libertà e riformismo (Ripostes)
- Socializzazione e controllo sociale (Liguori, 2002)

### Manuels scolaires
- Schede di approfondimento a cura di Pietro Boccia, in Storia semiseria del mondo di Marcello D'Orta (Spring, 2001),  (ISBN 8887764484)
- Mente e società. Corso di scienze sociali. Per la 1ª classe del Liceo delle scienze sociali (Liguori (it) 2001)  (ISBN 8808073637)
- Psicologia generale e sociale. Corso introduttivo di psicologia, sociologia e statistica (Zanichelli, 1999)  (ISBN 8820729377)
- Psicologia generale e sociale. Corso introduttivo di psicologia, sociologia, statistica. Per le Scuole superiori Liguori, 1999)  (ISBN 880807269X)
- Sviluppo evolutivo e diversità. Corso di scienze sociali (psicologia sociale ed evolutiva, geografia antropica, sociologia, scienza della formazione...) (Liguori, 2001)  (ISBN 8820731657)
- Sviluppo evolutivo e diversità. Corso di scienze sociali. Per la 2ª classe del Liceo delle scienze sociali (Liguori 2001)  (ISBN 880807417X)
- Comunicazione e mass media. Tecniche di comunicazione e relazione. Per le Scuole superiori. (Zanichelli 1999)  (ISBN 8808073572)
- Socializzazione e controllo sociale. Corso di scienze sociali per il triennio del Liceo delle scienze sociali (Liguori 2002)  (ISBN 882073348X)
- Statuto epistemologico delle scienze sociali. Corso di Scienze sociali per la 1ª classe del triennio del liceo delle Scienze sociali (Liguori 2001)  (ISBN 882073222X)
- Statuto epistemologico delle scienze sociali. Corso di scienze sociali. Per la 3ª classe del Liceo delle scienze sociali (Zanichelli)  (ISBN 8808074218)
- Filosofia contemporanea (Spring, 2003)  (ISBN 9788887764222)
- Linguaggi e multimedialità (SimoneScuola, 2004)  (ISBN 8824487076)
- Sommario di filosofia contemporanea (Spring)  (ISBN 8887764220)
- "Manuale di Psicologia applicata", (Psiconline) [(2008)]  (ISBN 9788889845196)
- "Manuale di Tecniche di comunicazione" (SimoneScuola) [(2008])  (ISBN 9788824477734)
- "Manuale di psicologia generale" (Psiconline) [(2010])  (ISBN 9788889845387)
- "Manuale di Sociologia (2 voll.)" (Psiconline) [2011])
- "Psicologia 2" (SimoneScuola) [2011]  (ISBN 9788824431316)
- "Psicologia - Manuale di Scienze Umane" (Psiconline) [2011]  (ISBN 9788889845561)
- "Pedagogia - Manuale di Scienze Umane" (Psiconline) [2011]  (ISBN 9788889845585)
- "Tecniche di comunicazione" (SimoneScuola) [2012]  (ISBN 9788824431408)
- "Teoria della comunicazione" (SimoneScuola) [2012]  (ISBN 9788824433860)
- "Dirigenti Scolastici -Dirigere la scuola del duemila" (EdiSES) [2012]  (ISBN 9788865842034)
- "Profili di Scienze umane" (SimoneScuola) [2012]  (ISBN 9788824431385)
- "Le strade dell'uomo" (SimoneScuola) [2012]  (ISBN 9788824431361)
- "Psicologia e metodologia della ricerca (Psiconline) [2012]
- Avvertenze generali al concorso a cattedra nella scuola secondaria di II grado, Maggioli editore, Rimini 2012  (ISBN 9788838776625)
- Avvertenze generali al concorso a cattedra nella scuola primaria, Maggioli editore, Rimini 2012  (ISBN 9788838776571)
- Avvertenze generali al concorso a cattedra nella scuola secondaria di I grado, Maggioli editore, Rimini 2013  (ISBN 9788838776632)
- Avvertenze generali al concorso a cattedra nella scuola dell'infanzia, Maggioli editore, Rimini 2013  (ISBN 9788838776595)
- Le attività di sostegno didattico (a cura di), Edises editore, Napoli 2013  (ISBN 9788865842195)
- Filosofia e storia in compendio, MonteCovello editrice 2013  (ISBN 9788867331734)
- Filosofia e scienze dell'educazione, MonteCovello editrice 2013  (ISBN 9788867331758)
- Una scuola aperta a tutti, Anicia edizioni, Roma 2014  (ISBN 9788867091225)
- Le indicazioni nazionali per il curricolo dell'istituto comprensivo, Anicia editore, Roma 2014  (ISBN 9788867091546)
- Manuale del Dirigente scolastico, Maggioli editore, Rimini 2015  (ISBN 9788891608833)